# دونالد ستون ماكدونالد
دونالد ستون ماكدونالد (بالإنجليزية: Donald Stone Macdonald) هو أكاديمي أمريكي، ولد في 1919، وتوفي في 29 أغسطس 1993.